# Wiesław Zajączkowski
Wiesław Marian Zajączkowski (ur. 11 lutego 1944 w Łomazach) – polski prawnik i polityk, poseł na Sejm X kadencji (1989–1991).

## Życiorys
Ukończył w 1966 studia na Wydziale Prawa Uniwersytetu Warszawskiego. Odbył dwuletnią aplikację sądową w okręgowym Sądzie Wojewódzkim w Warszawie i zdał egzamin sędziowski. Pracę zawodową rozpoczął w Sądzie Powiatowym w Siedlcach w 1968 jako asesor. Był sędzią tego sądu do 1971, później prezesem Sądu Rejonowego w Łosicach. Od 1975 był radcą prawnym m.in. w Wojewódzkim Związku Gminnych Spółdzielni „Samopomoc Chłopska” w Siedlcach.
W 1980 należał do członków Międzyzakładowego Komitetu Założycielskiego „Solidarności” „Ziemia Podlaska”, wszedł również w skład Międzyzakładowego Komitetu Strajkowego oraz delegacji na I Krajowy Zjazd Delegatów „S”. Po wprowadzeniu stanu wojennego internowano go na okres prawie roku. Po zwolnieniu jako publicysta i kolporter współpracował z prasą niezależną. W 1989 został członkiem zarządu regionalnego Komitetu Obywatelskiego w Siedlcach.
W tym samym roku uzyskał mandat posła na Sejm X kadencji w okręgu garwolińskim z poparciem KO. Należał do Obywatelskiego Klubu Parlamentarnego. Był członkiem Komisji Administracji i Spraw Wewnętrznych, Komisji Polityki Gospodarczej, Budżetu i Finansów oraz Komisji Nadzwyczajnej do rozpatrzenia projektów ustaw dotyczących samorządu terytorialnego.
Bez powodzenia ubiegał się o reelekcję z ramienia Partii Chrześcijańskich Demokratów. Później zrezygnował z działalności politycznej, zajął się prowadzeniem prywatnej kancelarii radcowskiej w Siedlcach. W 2005 był jednym z oficjalnych kandydatów na stanowisko prezesa Instytutu Pamięci Narodowej.
W 2013, za wybitne zasługi dla przemian demokratycznych w Polsce, za osiągnięcia w działalności państwowej i publicznej, odznaczony Krzyżem Oficerskim Orderu Odrodzenia Polski.